# Rudeni, Ilfov
Rudeni (în trecut, și Rudari) este o localitate componentă a orașului Chitila din județul Ilfov, Muntenia, România. Satul Rudeni a fost atestat istoric pentru prima data in anul 1821, când oastea lui Tudor Vladimirescu a făcut un popas în cătunul "Catane", înainte de a intra în București, prin zona în care astăzi se află cartierul Drumul Taberei. Denumirea satului vine de la unul dintre generalii lui Tudor Vladimirescu, și anume generalul Rudeanu. .
La sfârșitul secolului al XIX-lea, satul Rudeni făcea parte din comuna Chiajna și avea 553 de locuitori. În 1925, este consemnat în aceeași comună. În 1968, deja transferat la comuna Chitila, în satul Rudeni a fost inclus și satul Catanele, până atunci localitate separată.

## Biserica
Biserica din satul Rudeni a fost construita incepand cu anul 1850, fiind necesara unei populatii de fermieri ce s-a asezat la marginea Bucurestului. In anul 1872 lucrarile la constructia bisericii s-au terminat, biserica primind hramul "Sfintii 40 de Mucenici", de la Manastirea Doamna Chiajna, ce abia se darmase, situandu-se la o distanta de aproximativ 400 de metri de aceasta.
In anul 1913 biserica a gazduit "Regimentul 54 Infanterie". Constructia bisericii in decursul timpului a suferit numeroase avarii, cele mai grave fiind in al II-lea Razboi Mondial. Aflandu-se in apropierea Fortului Bucuresti - fabrica de munitie, biserica a fost practic spulberata in timpul bombardamentului aerian asupra capitalei. Lucrarile de restaurare a bisericii au decurs pe mai lunga perioada de timp, ele fiind finalizate abia in anul 1993.